# Plecia rufimarginata
Plecia rufimarginata är en tvåvingeart som beskrevs av Hardy 1940. Plecia rufimarginata ingår i släktet Plecia och familjen hårmyggor.
Artens utbredningsområde är Panama. Inga underarter finns listade i Catalogue of Life.